# Championnat de Finlande de hockey sur glace 1985-1986
Saison précédente Saison suivante
La saison 1985-1986 est la onzième saison de la SM-Liiga.
Le Tappara Tampere gagne la saison régulière puis la finale des séries par en dominant le HIFK 4 matchs à 1.

## SM-liiga

### Déroulement
La saison régulière est disputée entre dix équipes qui jouent chacune 36 matchs soit quatre confrontations directes avec chacune des autres équipes, deux à domicile et deux à l'extérieur.
Les quatre meilleures équipes sont qualifiées pour les séries éliminatoires qui débutent donc en demi-finales, la finale est cette saison disputée au meilleur des 7 rencontres.
La dernière équipe est reléguée directement alors que l'équipe classée à la neuvième place dispute un barrage de relégation contre l'équipe classée à la deuxième place de la 1. Divisioona.

### Saison régulière

#### Classement
|    | Équipe             | PJ | V  | N | D  | BP  | BC  | Diff | Pts |
| -- | ------------------ | -- | -- | - | -- | --- | --- | ---- | --- |
| 1  | Tappara Tampere    | 36 | 21 | 6 | 9  | 179 | 125 | +54  | 48  |
| 2  | HIFK               | 36 | 23 | 1 | 12 | 178 | 134 | +44  | '47 |
| 3  | TPS Turku          | 36 | 18 | 5 | 13 | 153 | 139 | +14  | 41  |
| 4  | Kärpät Oulu        | 36 | 19 | 3 | 14 | 138 | 139 | -1   | 41  |
| 5  | JYP Jyväskylä      | 36 | 19 | 1 | 16 | 143 | 135 | +8   | 39  |
| 6  | Ilves Tampere      | 36 | 17 | 4 | 15 | 159 | 143 | +16  | 38  |
| 7  | Ässät Pori         | 36 | 17 | 3 | 16 | 186 | 168 | +18  | 37  |
| 8  | Lukko Rauma        | 36 | 15 | 1 | 20 | 160 | 192 | -32  | 31  |
| 9  | Jokerit Helsinki   | 36 | 10 | 2 | 24 | 131 | 181 | -50  | 22  |
| 10 | SaiPa Lappeenranta | 36 | 7  | 2 | 27 | 98  | 169 | -71  | 16  |

Le SaiPa Lappeenranta est relégué directement en 1.Divisioona, le Jokerit Helsinki dispute un barrage de promotion/relégation à l'issue duquel il se maintient en SM-liiga.

#### Meilleurs pointeurs
Cette section présente les meilleurs pointeurs de la saison régulière.
| #  | Joueur           | Équipe           | PJ | B  | A  | Pts |
| -- | ---------------- | ---------------- | -- | -- | -- | --- |
| 1  | Arto Javanainen  | Ässät Pori       | 36 | 44 | 27 | 71  |
| 2  | Kari Jalonen     | Kärpät Oulu      | 36 | 19 | 35 | 54  |
| 3  | Christian Ruuttu | HIFK             | 36 | 16 | 38 | 54  |
| 4  | Jordy Douglas    | Ilves Tampere    | 36 | 39 | 14 | 53  |
| 5  | Erkki Lehtonen   | Tappara Tampere  | 36 | 27 | 23 | 50  |
| 6  | Kari Makkonen    | Ässät Pori       | 34 | 23 | 26 | 49  |
| 7  | Jari Lindroos    | Jokerit Helsinki | 36 | 18 | 30 | 48  |
| 8  | Risto Jalo       | Ilves Tampere    | 30 | 17 | 31 | 48  |
| 9  | Risto Kurkinen   | JYP Jyväskylä    | 36 | 32 | 15 | 47  |
| 10 | Esa Keskinen     | TPS Turku        | 36 | 18 | 28 | 46  |

### Séries éliminatoires
Les demi-finales se jouent en cinq matchs et la finale en sept matchs pour la première fois dans la SM-liiga. Le match pour la troisième place se joue au meilleur des trois matchs.

#### Tableau final
|  | Demi-finales    | Demi-finales |                        |   | Finale | Finale |
|  | Demi-finales    | Demi-finales |                        |   | Finale | Finale |
|  |                 |              |                        |   |        |        |
|  |                 |              |                        |   |        |        |
|  |                 |              |                        |   |        |        |
|  | Tappara Tampere | 3            |                        |   |        |        |
|  | Tappara Tampere | 3            |                        |   |        |        |
|  | Kärpät Oulu     | 0            |                        |   |        |        |
|  | Kärpät Oulu     | 0            | Tappara Tampere        | 4 |        |        |
|  |                 |              | Tappara Tampere        | 4 |        |        |
|  |                 | HIFK         | 1                      |   |        |        |
|  | HIFK            | HIFK         | 1                      | 3 |        |        |
|  | HIFK            |              |                        | 3 |        |        |
|  | TPS Turku       | 2            |                        |   |        |        |
|  | TPS Turku       | 2            | Match pour la 3e place |   |        |        |
|  |                 |              |                        |   |        |        |
|  |                 |              |                        |   |        |        |
|  |                 |              |                        |   |        |        |
|  | Kärpät Oulu     | 2            |                        |   |        |        |
|  | Kärpät Oulu     | 2            |                        |   |        |        |
|  | TPS Turku       | 0            |                        |   |        |        |
|  | TPS Turku       | 0            |                        |   |        |        |

#### Détail des scores
Demi-finales
| Équipe          | Score | Équipe          |
| --------------- | ----- | --------------- |
| Tappara Tampere | 8-0   | Kärpät Oulu     |
| Kärpät Oulu     | 2-5   | Tappara Tampere |
| Tappara Tampere | 4-3   | Kärpät Oulu     |

| Équipe    | Score | Équipe    |
| --------- | ----- | --------- |
| HIFK      | 5-4   | TPS Turku |
| TPS Turku | 3-1   | HIFK      |
| HIFK      | 2-5   | TPS Turku |
| TPS Turku | 2-3   | HIFK      |
| HIFK      | 3-2   | TPS Turku |

Match pour la troisième place
| Équipe      | Score | Équipe      |
| ----------- | ----- | ----------- |
| Kärpät Oulu | 4-3   | TPS Turku   |
| TPS Turku   | 3-7   | Kärpät Oulu |

Finale
| Équipe          | Score | Équipe          |
| --------------- | ----- | --------------- |
| Tappara Tampere | 7-6   | HIFK            |
| HIFK            | 1-0   | Tappara Tampere |
| Tappara Tampere | 3-2   | HIFK            |
| HIFK            | 2-6   | Ilves Tampere   |
| Tappara Tampere | 3-1   | HIFK            |

### Trophées et récompenses
| Kanada-malja : Champion de Finlande             | Tappara Tampere                   |
| Trophée Kalevi-Numminen : Meilleur entraîneur   | Rauno Korpi (Tappara Tampere)     |
| Trophée Jarmo-Wasama : Meilleur joueur recrue   | Risto Kurkinen (JYP Jyväskylä)    |
| Trophée Matti-Keinonen : Meilleur ratio +/-     | Harry Nikander (Ässät Pori)       |
| Trophée Raimo-Kilpiö : Joueur le plus fair-play | Erkki Lehtonen (Tappara Tampere)  |
| Trophée Urpo-Ylönen : Meilleur gardien de but   | Markus Mattsson (Tappara Tampere) |
| Trophée Pekka-Rautakallio : Meilleur défenseur  | Pekka Rautakallio (HIFK)          |
| Trophée Aarne-Honkavaara : Meilleur buteur      | Arto Javanainen (Ässät Pori)      |
| Trophée Veli-Pekka-Ketola : Meilleur pointeur   | Arto Javanainen (Ässät Pori)      |

## 1.Divisoona
|    | Équipe                | PJ | V  | N | D  | BP  | BC  | Diff | Pts |
| -- | --------------------- | -- | -- | - | -- | --- | --- | ---- | --- |
| 1  | KalPa Kuopio          | 44 | 37 | 1 | 6  | 276 | 136 | +140 | 75  |
| 2  | TuTo Turku            | 44 | 31 | 5 | 8  | 221 | 147 | +74  | 67  |
| 3  | KooKoo Kouvola        | 44 | 30 | 3 | 11 | 231 | 153 | +78  | 63  |
| 4  | HPK Hämeenlinna       | 44 | 26 | 1 | 17 | 229 | 193 | +36  | 53  |
| 5  | Karhu-Kissat Helsinki | 44 | 22 | 2 | 20 | 214 | 199 | +15  | 46  |
| 6  | Peliitat Heinola      | 44 | 21 | 1 | 22 | 246 | 227 | +19  | 43  |
| 7  | JoKP Joensuu          | 44 | 19 | 3 | 22 | 169 | 171 | -2   | 41  |
| 8  | FoPS Forssa           | 44 | 18 | 1 | 25 | 228 | 256 | -28  | 37  |
| 9  | Kiekko-Reipas Lahti   | 44 | 13 | 5 | 26 | 175 | 220 | -45  | 31  |
| 10 | Ketterä Imatra        | 44 | 14 | 1 | 29 | 185 | 252 | -67  | 29  |
| 11 | SaPKo Savonlinna      | 44 | 12 | 3 | 29 | 173 | 245 | -72  | 27  |
| 12 | TJV Vantaa            | 44 | 7  | 2 | 35 | 155 | 299 | -144 | 16  |

Le KalPa Kuopio est promu en SM-liiga. Le TuTo Turku dispute le barrage pour la montée.